# Kobeseiko Te-Gō
Kobeseiko Te-Gō (テ号観測機 Te-gō Kansoku-ki) là một loại máy bay thử nghiệm của Nhật Bản, do Kobe Steel phát triển từ năm 1942 trong Chiến tranh thế giới II.

## Quốc gia sử dụng
Nhật Bản
- Không quân Lục quân Đế quốc Nhật Bản

## Tính năng kỹ chiến thuật (Te-Gō)
Dữ liệu lấy từ 
Đặc tính tổng quan
- Kíp lái: 2
- Chiều dài: 9,8 m (32 ft 2 in)
- Sải cánh: 14,3 m (46 ft 11 in)
- Chiều cao: 3,1 m (10 ft 2 in)
- Diện tích cánh: 20 m2 (220 foot vuông)
- Trọng lượng rỗng: 950 kg (2.094 lb)
- Trọng lượng có tải: 1.410 kg (3.109 lb)
- Động cơ: 1 × Kobeseiko-Argus As 10C , 190 kW (250 hp)

Hiệu suất bay
- Vận tốc cực đại: 172 km/h (107 mph; 93 kn)
- Tầm bay: 375 km (233 mi; 202 nmi)
- Trần bay: 4.500 m (14.764 ft)

Vũ khí trang bị

- Súng: 1 x 7,7 mm (0,303 in) súng máy Type 89
- Bom: 2 x bom chống tàu ngầm 60 kg (132,277 lb)